# Остров (город)
О́стров — город (с 1341) в Псковской области, административный центр Островского района. Составляет муниципальное образование Образует одноимённое городское поселение. Также является административным центром сельских поселений Бережанской и Островской волостей. Бывший уездный город Псковской губернии.
Население — 20 923 чел. (2021).

## География
Город расположен на обоих берегах реки Великой (впадающей в Псковское озеро), в 43 км к югу от Пскова.

## История
Средние века
Точная дата основания Острова неизвестна. Предполагается, что он существовал уже в XIII веке. Первое летописное упоминание об Острове относится к 1341 году, когда на помощь псковичам, которые вели бой с ливонцами, «приспели островитяне с посадником своим Василием Онисимовичем». То, что летописная история города начинается с военных событий, не случайно: Островская крепость была важным пограничным форпостом на юге Псковской республики.
По предположению исследователей, крепость первоначально была деревянной и к середине XIV века уже не могла сдерживать усиливающийся натиск Ливонского ордена. Тогда псковичи приняли энергичные меры по укреплению Острова. На островке, образуемом рекой Великой и протокой Слобожихой, была построена каменная крепость, являющаяся крупнейшим по тому времени военно-оборонительным сооружением Древней Руси. Оборонную мощь усиливали пять башен и захаб. С суровым обликом крепости гармонировал построенный в ней в 1542 году каменный храм Святого Николая.
Занимая пограничное положение, Остров неоднократно первым встречал нападение воинственных соседей. В 1348 и 1406 годах островичи остановили ливонских захватчиков. Крупную победу защитники крепости одержали в 1426 году. В течение всего XV века враги посягали на Остров.
Лишь в 1501 году, в ходе Русско-литовской войны (1500—1503) после упорного штурма, войска Ливонского ордена под предводительством Вальтера фон Плеттенберга 7 сентября захватили крепость и разорили город Остров. Во время штурма они пустили в ход огненные стрелы и подвергли крепость ожесточенному обстрелу из орудий. Но скоро Остров был очищен от захватчиков.
Славную страницу вписала крепость в военную историю в период Ливонской войны. В августе 1581 года польский король Стефан Баторий двинул стотысячную армию на Псков; на пути был Остров. Начался ожесточенный трёхдневный штурм. Несмотря на превосходство в военной силе и технике, враг не смог сломить сопротивление защитников крепости. Лишь личное вмешательство короля привело к победе поляков; в результате город и крепость лежали в руинах. Под властью врага город находился до марта 1582 года, когда Остров был возвращен России по Ям-Запольскому миру.
Новое время
После разорения города Стефаном Баторием Остров запустел. XVII век не принес заметных перемен. Остров оставался заштатным военным городом. В начале XVIII века, после успешного завершения Северной войны, Остров потерял своё прежнее оборонное значение. С 1719 года он стал уездным городом Псковской провинции, а с 1777 года — Псковской губернии. 15 декабря 1778 года Екатериной II был утвержден план города Острова, а указом от 28 мая 1781 года городу присвоен герб.
В экономическом развитии Острова значительную роль сыграли купцы, особенно торговавшие льном, а также щетинный и кожевенный промыслы. Развитие льняной торговли в немалой степени способствовало оживлению города, его росту. Горожане создали комитет по надзору за строительством, который требовал, чтобы все вновь возводимые строения были прочными и украшали город.
- 26 января 1860 года открыто движение поездов на участке Псков — Остров (56 вёрст) Петербурго-Варшавской ж. д., 8 ноября 1860 года — участок Остров — Динабург (протяженностью в 191 версту).

После революции
- 23 февраля 1918 года Остров был захвачен германскими войсками.

Великая Отечественная война
- 4-7 июля 1941 года — бои за город.
- 17 июля 1944 года — южнее Острова прорвана линия «Пантера». Город освобождён войсками 3-го Прибалтийского фронта 21 июля 1944 г[8].

## Население
| 1856    | 1897    | 1913    | 1926    | 1931    | 1939    | 1959    | 1967    | 1970    | 1979    | 1989    | 1992    |
| ------- | ------- | ------- | ------- | ------- | ------- | ------- | ------- | ------- | ------- | ------- | ------- |
| 2600    | ↗6300   | ↗7300   | ↗7600   | ↘6100   | ↗12 849 | ↗17 603 | ↗18 000 | ↗22 571 | ↗26 677 | ↗28 842 | ↗28 900 |
| 1996    | 1998    | 2000    | 2001    | 2002    | 2004    | 2005    | 2006    | 2007    | 2008    | 2009    | 2010    |
| ↗29 900 | ↗30 000 | ↘29 100 | ↘28 600 | ↘25 078 | ↘24 554 | ↘23 994 | ↘23 441 | ↘23 098 | ↘22 794 | ↘22 505 | ↘21 668 |
| 2011    | 2012    | 2013    | 2014    | 2015    | 2016    | 2017    | 2018    | 2019    | 2020    | 2021    |         |
| ↘21 604 | ↘20 957 | ↘20 423 | ↗20 629 | ↗20 773 | ↘20 711 | ↘20 568 | ↘20 427 | ↗20 482 | ↗20 506 | ↗20 923 |         |

На 1 января 2025 года по численности населения город находился на 640-м месте из 1124 городов Российской Федерации.
Национальный состав
По итогам переписи населения 2020 года проживали следующие национальности (национальности менее 0,1 % и другое, см. в сноске к строке «Другие»):
| Национальность | Численность, чел. | Доля     |
| -------------- | ----------------- | -------- |
| Русские        | 19 568            | 93,52 %  |
| Украинцы       | 161               | 0,77 %   |
| Белорусы       | 147               | 0,70 %   |
| Армяне         | 49                | 0,23 %   |
| Татары         | 42                | 0,20 %   |
| Цыгане         | 40                | 0,19 %   |
| Таджики        | 40                | 0,19 %   |
| Узбеки         | 35                | 0,17 %   |
| Башкиры        | 25                | 0,12 %   |
| Езиды          | 22                | 0,11 %   |
| Азербайджанцы  | 21                | 0,10 %   |
| Другие         | 773               | 3,70 %   |
| Итого          | 20 923            | 100,00 % |

## Связанные с городом события
В городе, а также рядом с ним, расположено несколько военных частей. Одна из них была местом базирования ракет Р-12, уничтоженных согласно Договору 1987 года между СССР и США о ликвидации ракет средней и меньшей дальности, в приложении к Договору упоминается и Остров.
Учебный центр Ракетных войск стратегического назначения (город Остров-3) вплоть до 1991 года был местом военных сборов студентов МФТИ, МАИ, КуАИ, КАИ, что получило отражение и в их студенческом фольклоре.
В 7 км от города расположен гарнизон Веретье (Остров-5) — военный аэродром в Псковской области.
В 2013 году гарнизон Веретье был воссоздан в виде вертолётной базы.

## Достопримечательности

### Архитектура. Градостроительство
В конце XVIII и особенно в XIX веке город стал быстро застраиваться современными каменными домами жилого и общественного назначения. Были возведены Троицкий собор и Покровская церковь, на центральной площади выросли каменные торговые ряды. В 1853 году был открыт висячий цепной мост, построенный по проекту инженера М. Я. Краснопольского. На торжественном открытии присутствовал царь Николай I.
Островская крепость начала разрушаться ещё в XVII веке. Из старых зданий сохранились: земская управа, женская Александровская гимназия, ремесленное училище, ямская станция, лютеранская кирха. В реконструированном виде дошли купеческие дома Семена Овечкина Коробовского, Калашникова, Антонова.

### Районы города
Город делится на 5 районов: Остров-1, Остров-2, Остров-3, Остров-4, Остров-5.
Остров-1 (центр) — являет собой центральную часть города, где находится площадь К. Назаровой, парк Победы, Цепные мосты и детский парк.
Остров-2 — район состоящий преимущественно из пятиэтажных домов, разных годов постройки.
Остров-3 — район состоящий преимущественно из пятиэтажных домов, разных годов постройки.
Остров-4 (микрорайон Строитель) — район находящийся на юго-западе города, состоит из пятиэтажных домов и включает в себя Абразивный завод.
Остров-5 — находится в нескольких километров от границы города в южном направлении по трассе E-95.
Также существуют неофициальные названия крупных частей города: микрорайоны «Меркурьева», «Пригородная», «СОМ», «Коттеджи», «Автоколонна», «Царское Село».

### Отели, гостиницы
- Остров — Гостиница. ул.25 Октября, 17
- Гармония — Гостиница. ул.25 Октября, 22
- Остров-Парк — Отель. ул.25 Октября, 28
- Островок — Мотель. ул. Калинина, 67
- Смоленка — Гостевой дом. дер. Смоленка дом 22
- Mary Inn — Гостевой дом. дер. Смоленка дом 28
- Reo Rest — Гостевые дома. дер. Боровские ул. Центральная, 44
- Постоялый Двор Юматова — Мотель. дер. Черепягино, трасса Р-23, 347 километр

### Храмы
- Церковь Николая Чудотворца (1542) в крепости на острове. Придел Преображения Господня. Действующая (с 1962 года). Настоятель — Протоиерей Георгий (Лапин).
- Часовня Воскресения Христова на городском кладбище (2006—2007 года)
- Собор Троицы Живоначальной (вторая половина 1780-х). Храм, на строительство которого императрица Екатерина II, посетив город, пожертвовала шесть тысяч рублей, возведён на месте деревянного Воздвиженского храма, уничтоженного в XVI веке при вторжении Стефана Батория. В мае 1993 года колокольня собора была украшена дорогими башенными часами от часовщиков «Винтер»[28]. Действующий (возвращен верующим в 1990 году). Настоятель — иерей Роман Павлов).
- Церковь Покрова Пресвятой Богородицы (не позже 1793 годов) Действует.
- Церковь Жен Мироносиц на кладбище (1819).Настоятель отец Андрей (Черепенников).
- Церковь Бориса и Глеба (2004)
- Спасо-Казанский Симанский монастырь. Церковь Иоанна Кронштадтского (деревянная). Церковь Спаса Нерукотворного Образа (воссоздана в 2007—2009 годах).
- Лютеранская кирха Святого Иоанна, построена в 1905 г. В советское время перестроена. До недавнего времени здесь размещалась налоговая инспекция. Сейчас — Следственный комитет[29].

- Фотогалерея
- Троицкий собор в Острове
- Троицкий собор. 
 Открытка начала XX века
- Симанский Монастырь. Аэрофотосъёмка
- Никольская церковь, XVI век
- Жен-Мироносиц на кладбище
- Спасо-Казанский Симанский монастырь

### Памятники
- Памятник Клавдии Назаровой (открыт 19 мая 1963 года; скульптор Страхов Н. А., архитектор Бубновский В. А.) на площади Клавы Назаровой. Памятник искусства местного значения[30].
- Памятник экипажу самолёта Ту-16СПС (самолёт потерпел катастрофу в Баренцевом море 13.07.88)
- Братское захоронение (реконструкция 1971; архитектор В. И. Помохаев, скульптор В. Н. Яковлев, лепщик А. М. Чезлов, мраморщик Н. С. Болотский)[31].
- Памятник Павлику Морозову
- Мемориал Герою России военному летчику Т. А. Апакидзе.

## Культура
- ГБУК «Военно-исторический музей заповедник Псковской области» (открыт в 1965 году; в 2001 переехал в новое помещение на ул. К. Либкнехта, 7а).

## Спорт
Основан[кто?] 25 мая 1988 года. Центр расположен на берегу озера Гороховое в нескольких километрах от города Острова, в Бережанской волости Островского района Псковской области. В СОЦ «Юность» тренировался мастер спорта международного класса, чемпион Олимпийских игр 2002 года в Солт-Лейк-Сити в гонке на 50 километров Михаил Иванов.
На территории находятся:
- Лыжероллерная трасса (летом)
- 2 силовых городка
- Волейбольная и баскетбольная площадки
- Футбольное поле
- Теннисный корт
- Имитационные и кроссовые трассы
- Биатлонное стрельбище на 30 установок
- Коттеджи для заселения спортсменов (145 мест)
- Столовая (130 мест)

В зимнее время подготавливаются лыжные трассы различной категории сложности.

## Люди, связанные с городом
- Котлинский, Владимир Карпович (1894—1915) — русский офицер, подпоручик, возглавивший «Атаку мертвецов» 6 августа 1915 года в Первой мировой войне, представлен к ордену Святого Георгия IV степени.
- Васильев, Павел Фёдорович (1906—1945) — советский офицер, полковник, Герой Советского Союза (1945, посмертно).
- Гвоздев, Евгений Васильевич (1918—2012) — советский и казахстанский паразитолог, доктор биологических наук (1967), профессор (1968), академик Академии наук Казахской ССР (1979), заслуженный деятель науки Казахской ССР (1978).
- Зуров, Леонид Федорович (1902—1972) — российский писатель, автор повестей и рассказов, созданных в русской эмиграции первой волны.
- Иванов, Александр Николаевич (род. 1962) — российский коллекционер, основатель музея «Фаберже».
- Иванов, Михаил Петрович (род. 1977) — российский лыжник, чемпион зимних Олимпийских игр 2002 года, заслуженный мастер спорта России (2002).
- Коротеев, Александр Владимирович (1980—2000) — российский солдат, гвардии рядовой, участник Второй Чеченской войны, кавалер ордена Мужества (2000, посмертно).
- Маслов, Юрий Васильевич (род. 1958) — российский писатель, режиссёр и тележурналист, использующий псевдоним «Маслов-Острович».
- Меркурьев, Василий Васильевич (1904—1978) — советский актёр театра и кино, педагог, народный артист СССР (1960).
- Назарова, Клавдия Ивановна (1920—1942) — советская партизанка, Герой Советского Союза (1945, посмертно), организатор и руководитель подпольной комсомольской организации, действовавшей в Острове в годы Великой Отечественной войны.
- Чуйкина, Светлана Владимировна (род. 1975) — российская актриса театра и кино.
- Орлов, Юрий Фёдорович (род. 1935) — советский и российский художник, член Союза художников СССР.

## В кинематографе
- Фильм «Случай в квадрате 36-80» (1982) — съёмки проходили на аэродромах «Веретье» и «Кача».
- Фильм «Огни» (1984), экранизация одноимённой повести А. П. Чехова — местом действия являются цепные мосты в г. Острове.
- Фильм «Особенности национальной охоты» (1995) — съёмки проходили на аэродроме «Веретье».
- Фильм «Свои» (2004) — местом действия являются развалины Островского льнозавода и купеческая усадьба братьев Поросёнковых.
- Фильм «Каникулы строгого режима» (2009) — местом действия является городской пляж Острова на озере Гороховое.
- Сериал «Крик совы» (2013) — местом действия по сценарию является г. Остров.
- Фильм «Цой» (2020) — местом действия являются цепные мосты в г. Острове.
- Фильм «Супер ангел»[32] (2024) — местом действия являются цепные мосты в г. Острове.

## Города-побратимы
Остров является городом-побратимом Новополоцка, Беларусь